# Jean-Baptiste-Jacques Poultier
Jean-Baptiste-Jacques Poultier, né le 25 mars 1731 à Montreuil (Pas-de-Calais), mort le 22 février 1803 à Montreuil, est député aux États généraux de 1789.

## Biographie
Fils de Jacques Poultier, notaire et procureur à Montreuil, et de Barbe-Françoise Lavergue, il est conseiller du roi sous l'Ancien Régime et lieutenant général au bailliage de Montreuil de 1760 à 1789. En cette qualité, il préside l'assemblée générale des trois ordres, dans l'église des Carmes de Montreuil, le 16 mars 1789, pour la rédaction des cahiers de doléances, et l'assemblée du tiers état.
Élu député du tiers du bailliage de Montreuil aux États généraux le 23 mars, il signe le serment du Jeu de paume et vote avec la majorité. Il resta fidèle à la monarchie contrairement à François-Martin Poultier d'Elmotte.
Après la session, il devient maire de Montreuil (octobre 1792), puis assesseur du juge de paix, membre du conseil général de la Commune et juge du tribunal civil de Montreuil le 3 pluviôse an X (23 janvier 1802) en remplacement de son frère. Il meurt un an après.

## Sources
- « Jean-Baptiste-Jacques Poultier », dans Adolphe Robert et Gaston Cougny, Dictionnaire des parlementaires français, Edgar Bourloton, 1889-1891 [détail de l’édition]